# Benthomangelia celebensis
Benthomangelia celebensis é uma espécie de gastrópode do gênero Benthomangelia, pertencente a família Mangeliidae.